# Ecliptopera caradjai
Ecliptopera caradjai är en fjärilsart som beskrevs av Popescu-gorj 1948. Ecliptopera caradjai ingår i släktet Ecliptopera och familjen mätare. Inga underarter finns listade i Catalogue of Life.